# Grbavče
Grbavče (izvirno srbsko Грбавче) je naselje v Srbiji, ki upravno spada pod Občino Svrljig; slednja pa je del Niškega upravnega okraja.

## Demografija
V naselju, katerega izvirno (srbsko-cirilično) ime je Грбавче, živi 540 polnoletnih prebivalcev, pri čemer je njihova povprečna starost 59,8 let (57,7 pri moških in 62,0 pri ženskah). Naselje ima 237 gospodinjstev, pri čemer je povprečno število članov na gospodinjstvo 2,39.
To naselje je, glede na rezultate popisa iz leta 2002, večinoma srbsko, a v času zadnjih treh popisov je opazno zmanjšanje števila prebivalcev.
|  |

| Demografija | Demografija     | Demografija     |
| Leto        | Št. prebivalcev | Št. prebivalcev |
| ----------- | --------------- | --------------- |
|             |                 |                 |
|             |                 |                 |
|             |                 |                 |
|             |                 |                 |
| 1948        | 1591            |                 |
| 1953        | 1641            |                 |
| 1961        | 1448            |                 |
| 1971        | 1285            |                 |
| 1981        | 984             |                 |
| 1991        | 758             | 756             |
| 2002        | 576             | 567             |
|             |                 |                 |

| Etnična sestava po popisu iz leta 2002 | Etnična sestava po popisu iz leta 2002 | Etnična sestava po popisu iz leta 2002 | Etnična sestava po popisu iz leta 2002 | Etnična sestava po popisu iz leta 2002 |
| -------------------------------------- | -------------------------------------- | -------------------------------------- | -------------------------------------- | -------------------------------------- |
| Srbi                                   | Srbi                                   |                                        | 565                                    | 99,64%                                 |
| Neznano                                | Neznano                                |                                        | 2                                      | 0,35%                                  |